# Umweltstress
|  | Dieser Artikel wurde aufgrund von formalen oder inhaltlichen Mängeln in der Qualitätssicherung Biologie zur Verbesserung eingetragen. Dies geschieht, um die Qualität der Biologie-Artikel auf ein akzeptables Niveau zu bringen. Bitte hilf mit, diesen Artikel zu verbessern! Artikel, die nicht signifikant verbessert werden, können gegebenenfalls gelöscht werden. Lies dazu auch die näheren Informationen in den Mindestanforderungen an Biologie-Artikel. |

Umweltstress bezeichnet in einer Umgebung auftretende Reize, Ereignisse oder Situationen, die auf eine Person, Personengruppe oder auch auf ein ganzes Ökosystem einwirken. Diese Reize treten nicht unter normalen Bedingungen auf, sondern stellen eine Ausnahmesituation dar.
Jedes Lebewesen kann unter Umweltstress stehen, angefangen vom Menschen, über Tiere bis hin zu Pflanzen. Der Organismus steht bei Stress unter einer höheren Belastung als unter normalen Umständen. Eine Bewältigung der einwirkenden Last ist durch Anpassung oder durch Änderung der Umwelt möglich. Die Stresssituation kann sich sowohl positiv als auch negativ auf den Organismus auswirken.

## Umweltstressoren
Bei Umweltstressoren handelt es sich um Faktoren, die von außen auf ein System einwirken können. Grundlegend ist dabei eine Unterscheidung in zwei verschiedenen Arten möglich – natürliche und anthropogene Faktoren. Zu den natürlichen Stressoren zählen beispielsweise Kälte oder Hitze oder auch diverse Naturereignisse wie Unwetter, Erdbeben oder auch Überflutungen. Zu anthropogenen Stressoren zählt beispielsweise der durch den Menschen hervorgerufene Klimawandel oder auch die Rodung von Wäldern, wodurch beispielsweise Tiere unter Umweltstress leiden können. Nicht immer ist eine klare Klassifizierung in natürlich oder anthropogen möglich, so können Brände sowohl durch natürliche Faktoren entstehen (z. B. aufgrund von Trockenheit üppiger Pflanzenwelten) als auch durch den Menschen (z. B. durch nicht ausreichend ausgedämpfte Zigarettenstummel) hervorgerufen werden.

## Umweltstressoren auf Menschen
Es gibt mehrere Stressoren die auf Menschen einwirken können. Neben den sozialen und mentalen Stressoren und die, des eigenen Körpers, existieren auch Umweltstressoren die den Menschen beeinflussen.
Zu den Umweltstressoren zählt für Menschen beispielsweise die Umgebungstemperatur. Hitze oder Kälte können eine Belastung für den menschlichen Körper darstellen, wodurch es zu einer Stresssituation kommen kann. Eine höhere Beanspruchung des Herz- und Kreislaufsystems ist dadurch möglich. Auch Wetterschwankungen können als Stressfaktoren angesehen werden und beeinflussen den Menschen.
Ebenso existieren sozusagen Stressoren der Luft, die die Gesundheit des Menschen beeinträchtigen kann. Hierzu zählen beispielsweise Luftverschmutzungen durch Verkehr, Industrie oder auch durch Kraftwerke und Brände. Durch die Luftverschmutzung verändert sich auch die Intensität der Sonnenstrahlung, welche wiederum Auswirkungen auf den Menschen hat.
Folgen von Umweltstressoren können sowohl von psychischer als auch physischer Natur sein und hängen von dessen Art ab. Bei häufigem Auftreten eines Stressfaktors kann es auch zu einer schwächeren Reaktion auf diesen kommen, welche jedoch zusätzliche Folgen mit sich ziehen können.

## Umweltstressoren auf Pflanzen
Damit Pflanzen wachsen und sich vermehren können, sind bestimmte Umweltbedingungen nötig, die diese Vorgänge begünstigen. Wird ihr natürliches Umfeld von etwaigen Parametern gestört, befindet sich die Pflanze unter Stress und es kann zu Beeinträchtigungen bezüglich des Wachstums oder auch der Vermehrung kommen. Die Folge daraus ist beispielsweise ein Ernteausfall oder auch eine Verminderung der Qualität der Pflanze. Zu den Umweltstressoren für Pflanzen zählen beispielsweise Viren oder Pilze sowie Parasiten und Symbionten. Auch Hitze, Trockenheit, Kälte oder auch verunreinigte Böden gelten als Stressfaktoren für Pflanzen. Hunde können im Hinblick auf die Pollenverbreitung ebenfalls als Stressauslöser für Pflanzen angesehen werden.
Um trotz der veränderten Umstände am Leben zu bleiben, passen sich Pflanzen an die neuen Gegebenheiten an. Somit können sie den Änderungen standhalten und werden resistenter.